# Ангелово
Ангелово — село в Московской области России. Входит в городской округ Красногорск. Население — 243 чел. (2010). 

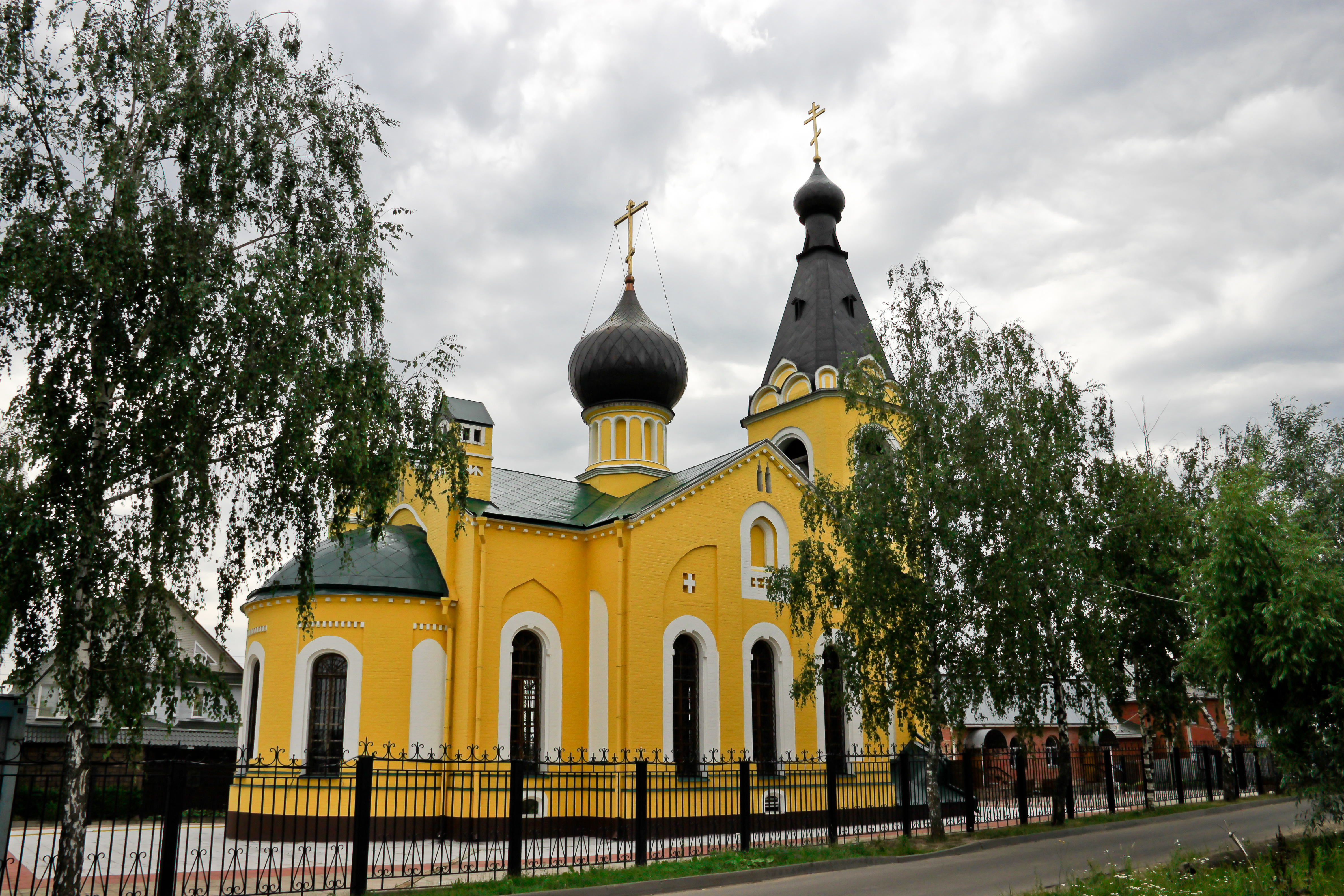
Храм Святителя Николая в селе Ангелово

## География
Расположено в северо-восточной части округа, на правом берегу реки Синичка — притоке Баньки, в 5 км от МКАД, в полукилометре к севере-западу от Митино, высота центра села над уровнем моря 190 м.
Ближайшие населённые пункты: примыкающее с северо-запада Марьино и в 1 км на север — Отрадное. С Москвой Ангелово связано автобусным сообщением. .

## История
В имперский период России входило в состав Черкизовской волости Московского уезда.
В 1994—2005 годах село входило в Марьинский сельский округ Красногорского района, а с 2005 до 2017 года включалось в состав Отрадненского сельского поселения Красногорского муниципального района.

## Население
| 2002 | 2006 | 2010 |
| ---- | ---- | ---- |
| 165  | →165 | ↗243 |

## Инфраструктура
В селе находится православный храм Святителя Николая.
В селе три улицы, приписаны три микрорайона, гск и садовое товарищество, действует средняя школа.
На территории села расположено два закрытых поселка: клубная резиденция «Ангелово» и Международный жилой комплекс «Росинка».